# Henhenet

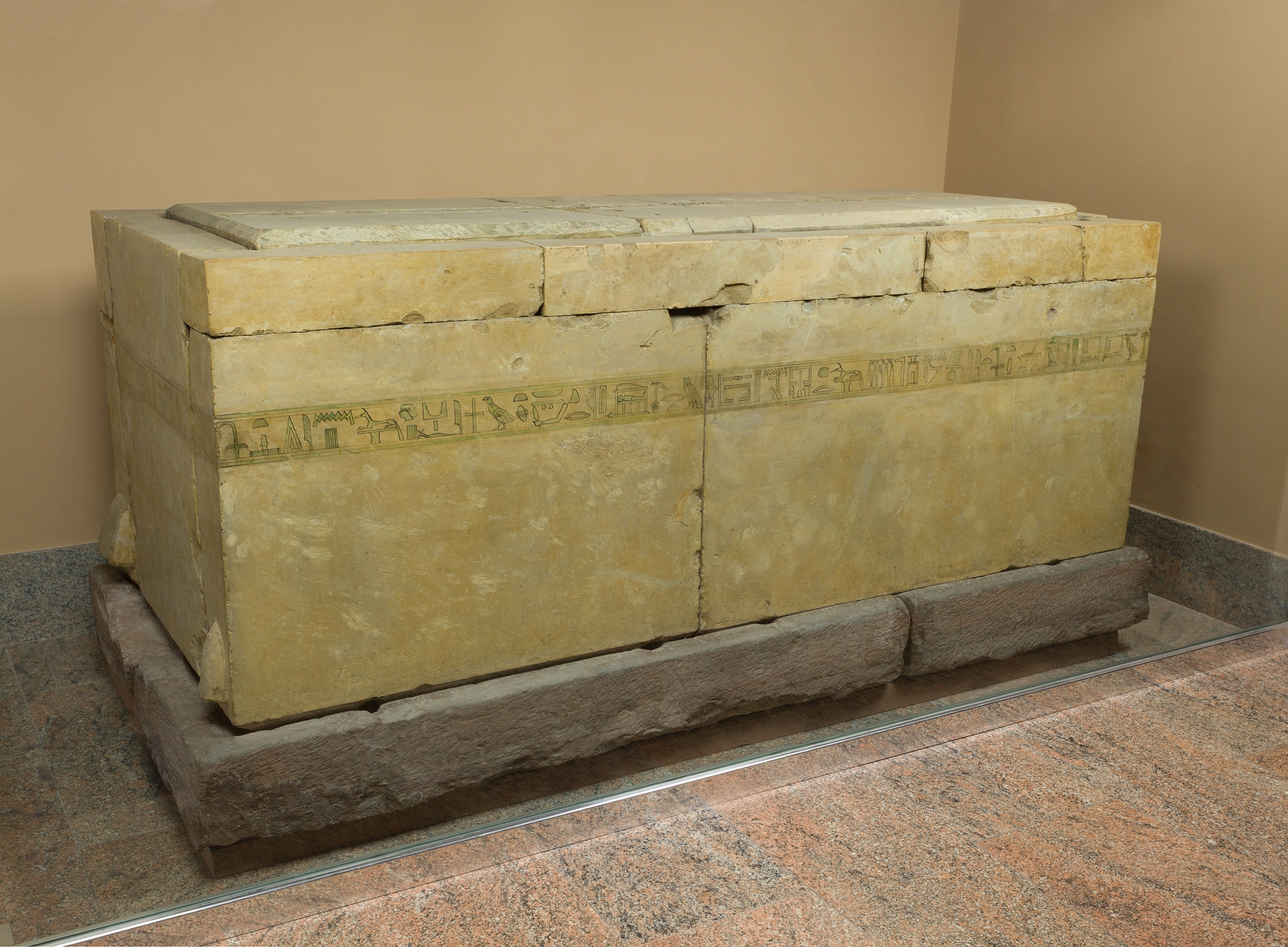
Sarkophag der Henhenet

Henhenet war im alten Ägypten eine königliche Dame im Umfeld von Mentuhotep II. (ca. 2000 v. Chr.). Sie ist bisher vor allem von ihrer Bestattung im Totentempel des Mentuhotep II. in Deir el-Bahari bekannt. Sie trug die Titel „Priesterin der Hathor“, „die den König schmückt“ und „geliebte Königsgemahlin“ (Ḥm.t-njswt-mrj.t.f = Hemet-nisut-meritef). 
Im Totentempel von Mentuhotep II. fanden sich sechs Bestattungen königlicher Damen, die stehend in einer Reihe jeweils aus einer dekorierten Kapelle und einem dahinter liegenden Grabschacht bestanden. Die nur noch in Bruchstücken aufgefundenen Kapellen waren außen mit Reliefs dekoriert, die diese Frauen zusammen mit dem König, alleine oder beim Trinken von Milch zeigen. Letztere Szene findet sich meist in Verbindung mit der Darstellung einer Kuh, die wahrscheinlich Hathor repräsentiert. Der Status dieser Frauen und damit auch der Status von Henhenet ist umstritten. In der Grabkammer der Henhenet befand sich ihr Sarkophag, der mit Inschriften dekoriert ist, jedoch keine bildlichen Darstellungen aufweist. Im Sarkophag, der sich heute im Metropolitan Museum of Art befindet (Inventarnummer: MET 07.230.1 A b), wurde  die gut erhaltene Mumie der Henhenet gefunden. 